# Glocknerkönig

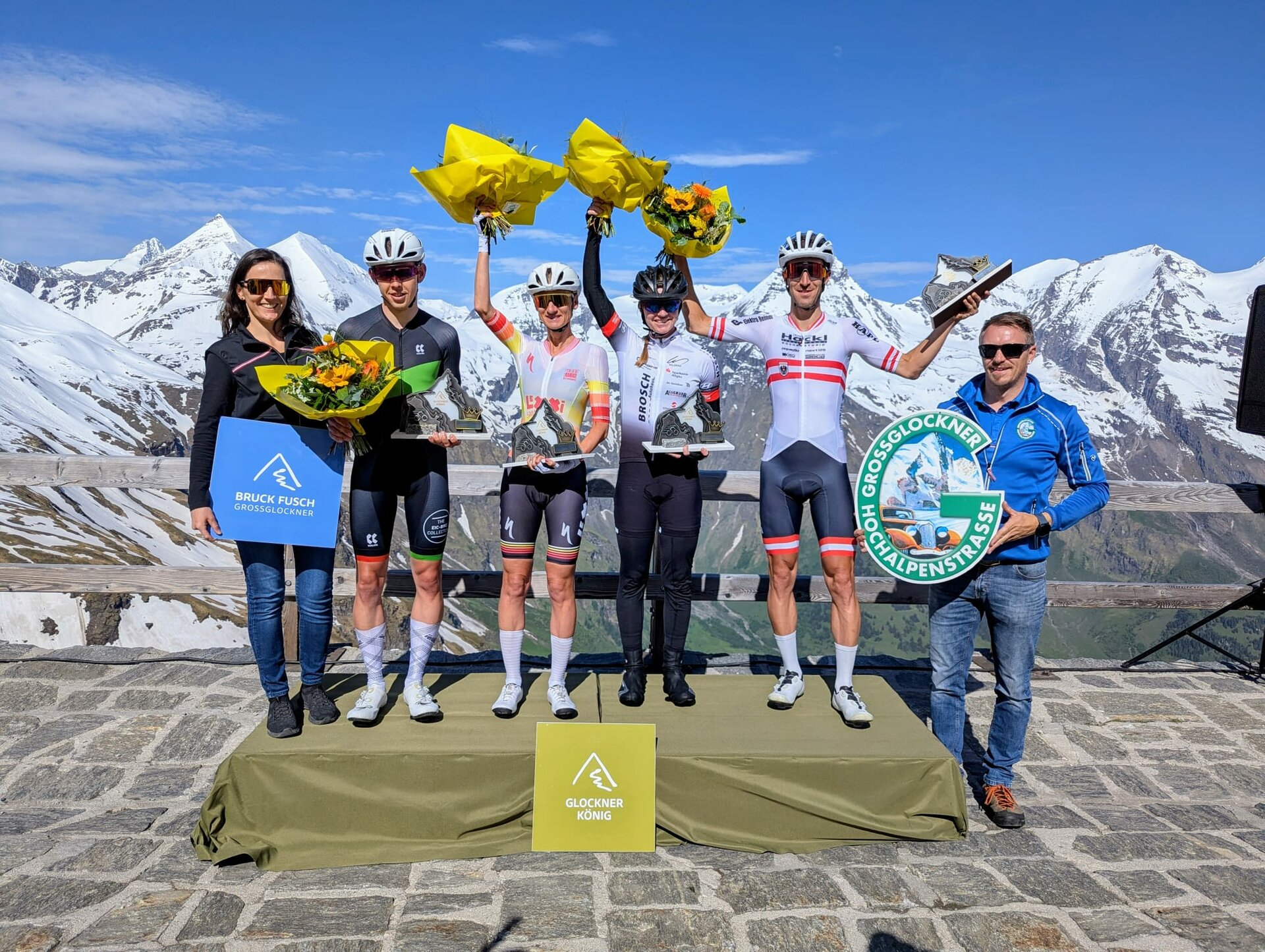
Glocknerköniginnen und Glocknerkönige 2025: Pascal Wiederholt, Janine Meyer, Julia Sörgel und Rene Pammer

Das Glocknerkönig-Radrennen ist ein Radrennen, bei dem  die höchste Passstraße Österreichs, die Großglockner-Hochalpenstraße, bezwungen wird. Die Siegerin und der Sieger des Rennens erhalten den Titel „Glocknerkönigin“, beziehungsweise „Glocknerkönig“.

## Strecken
Classic
Der Glocknerkönig Classic ist die ursprüngliche Wertung und der „Klassiker“ des Glocknerkönigs.
- Streckenlänge: 27,3 km bei maximal 12 % Steigung, 1672 Höhenmeter
- Streckenverlauf: Bruck 756 m, Fusch 813 m, Ferleiten 1145 m, Fuscher Törl – Gedenkkapelle 2428 m Seehöhe

Den Streckenrekord in der Männer-Classic-Wertung hält seit 2005 Roland Stauder mit einer Zeit von 1:15:15,3 h. In der Frauen-Classic-Wertung hält ihn seit 2025 Janine Meyer mit einer Zeit von 1:24:42,9 h.
Ultra
Der Glocknerkönig Ultra führt auf den höchsten offiziell befahrbaren Gipfel der gesamten Alpen, der Edelweißspitze auf 2571 m Seehöhe. Die Teilnehmer müssen auf den zusätzlichen sieben Kehren auf Kopfsteinpflaster, mit ihren 143 Höhenmetern eine durchschnittliche Steigung von 14 % bezwingen.
- Streckenlänge: 28,9 km bei maximal 15 % Steigung, 1815 Höhenmeter
- Streckenverlauf: Bruck 756 m, Fusch 813 m, Ferleiten 1145 m, Abzweigung zum Parkplatz Fuscher Törl auf 2428 m, Aufstieg zum Gipfel über 7 weitere Kehren und auf Kopfsteinpflaster
- Ziel: Edelweißspitze auf 2571 m Seehöhe. Dies ist der höchste offiziell befahrbare Gipfel der gesamten Alpen.
- Gesamte Höhendifferenz = 1815 Höhenmeter

Den Streckenrekord in der Männer-Ultra-Wertung hält seit 2025 Rene Pammer mit einer Zeit von 1:22:05,5 h. In der Frauen-Ultra-Wertung hält ihn seit 2025 Julia Sörgel mit einer Zeit von 1:37:58,7 h.